# Хорхиан де Араскаета
Хорхиа́н Даниел Де Араскаета (на испански: Giorgian Daniel De Arrascaeta Benedetti) е уругвайски футболист, роден на 1 юни 1994 г. в Нуево Берлин, атакуващ полузащитник, Състезател на бразилския Фламенго и националния отбор на Уругвай. 

## Успехи
- Шампион на Бразилия (2): 2019, 2020
- Купа на Бразилия (3): 2017, 2018, 2022
- Суперкупа на Бразилия (2): 2020, 2021
- Копа Либертадорес (2): 2019, 2022
- Рекопа Южна Америка (1): 2020